# Скарбничка

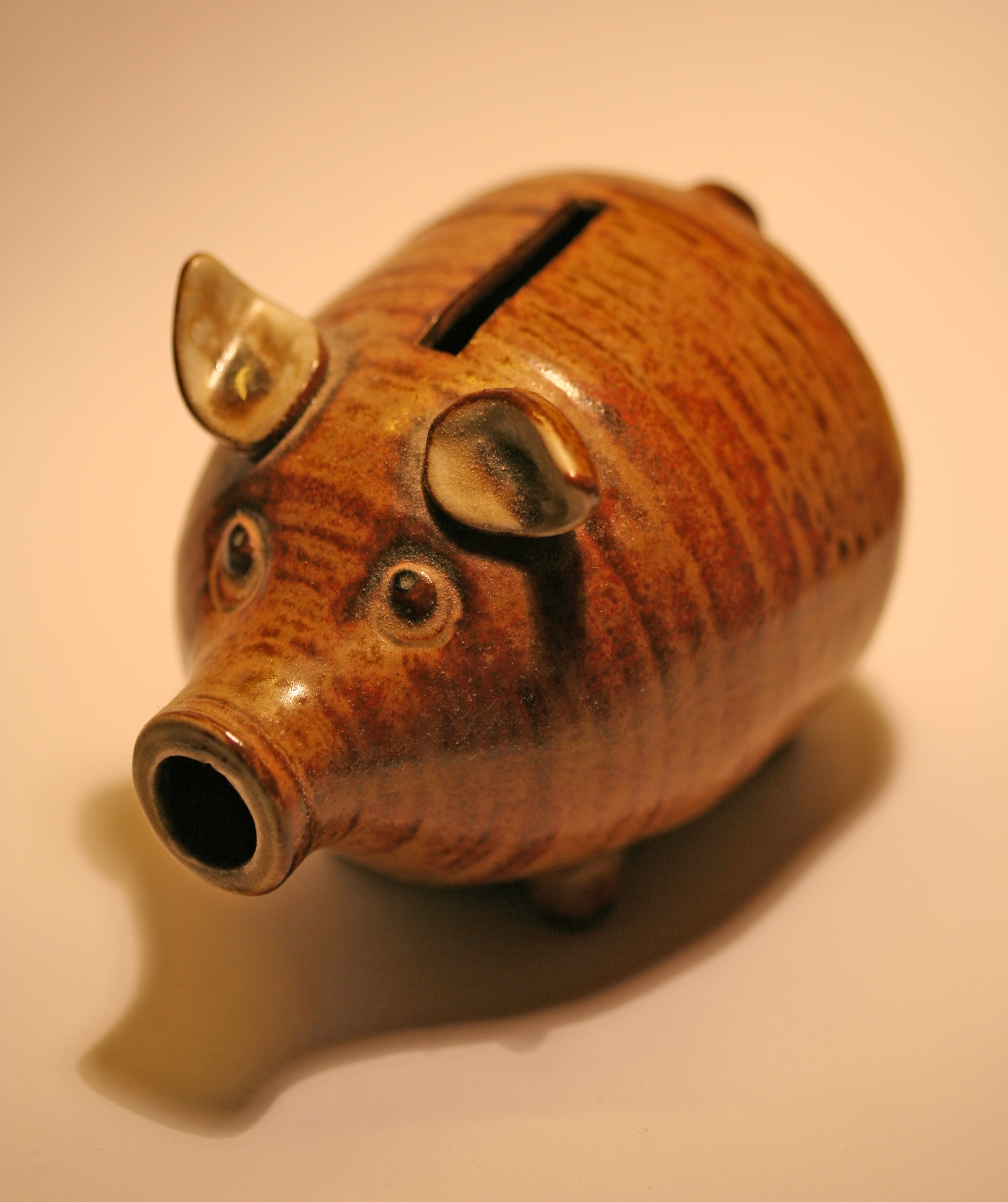
Скарбничка у вигляді свині

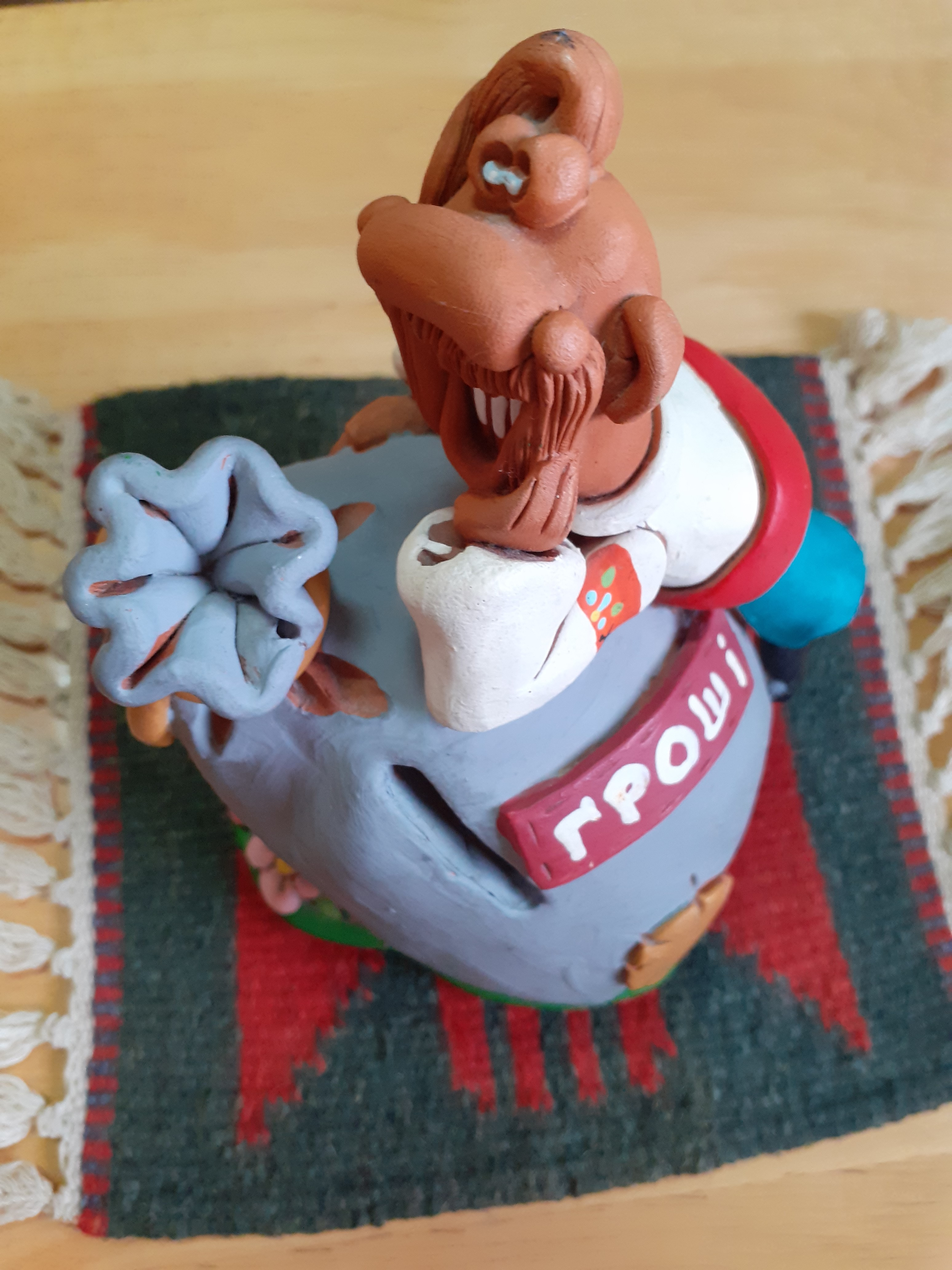
Скарбничка у вигляді козака з лантухом грошей

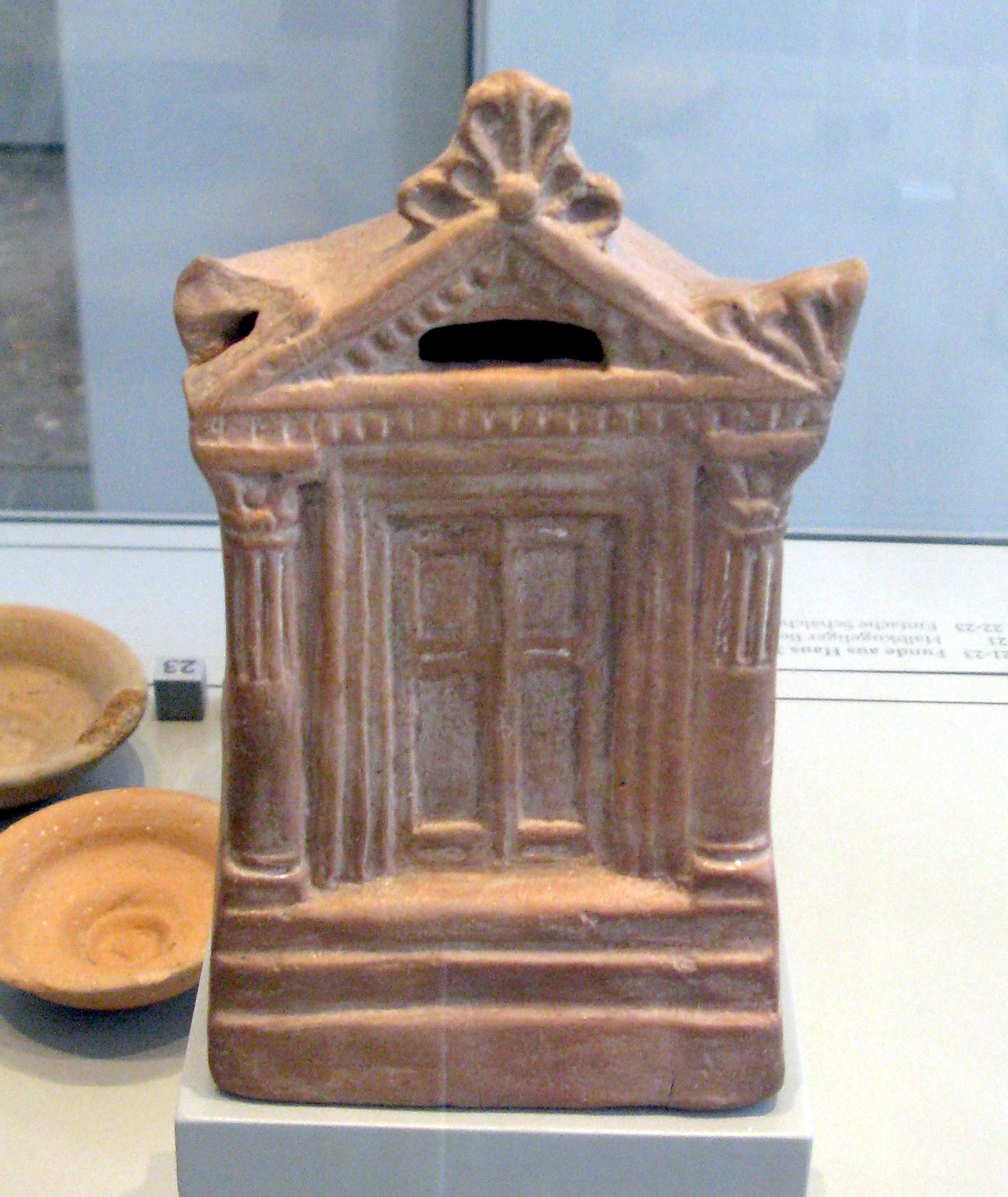
Найдавніша відома скарбничка у вигляді храму з Прієни, ІІ століття до н. е.

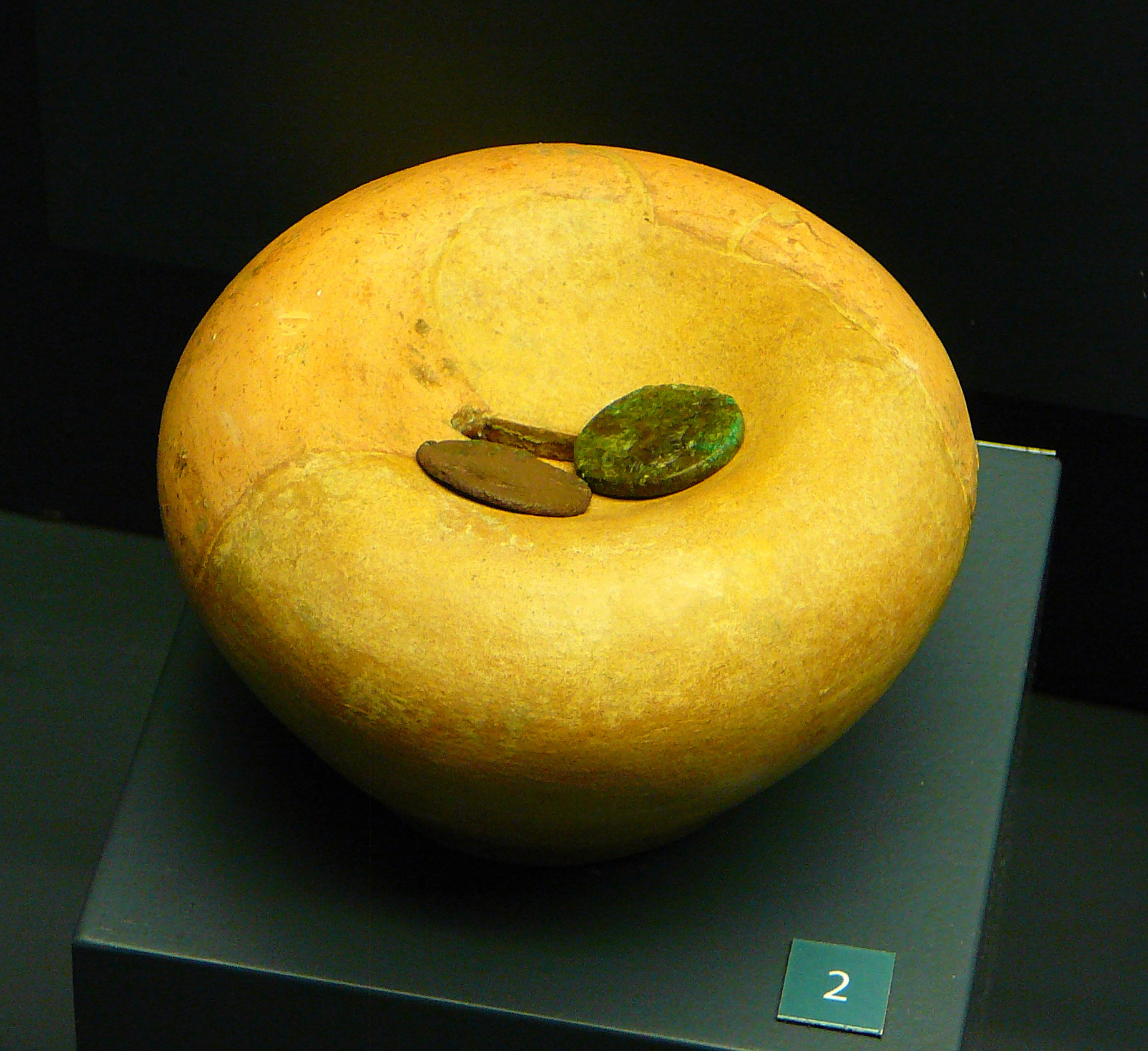
Римська скарбничка у вигляді вази II—III ст. н. е.

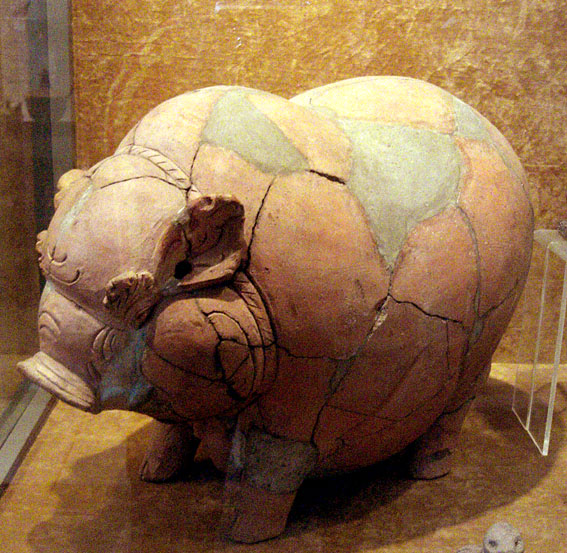
Теракотова свинка–скарбничка, Маджапагіт, 14–15 ст.

Скарбни́чка — це звичайна назва вмістища для монет.
Вони, як правило, розмальовані і найчастіше служать виховним пристосуванням, щоби навчати дітей зародків ощадливості та накопичення; гроші можна легко вставити, але добратися до них — непросто і це заворожує дітей. У багатьох керамічних скарбничках є гумова пробка, розташована на споді; інші виготовлені з пластмаси та мають знімний ніс для зручного доступу до монет. Деякі, містять електронні пристрої, які обчислюють суму внесених грошей. У багатьох скарбничках немає отвору, крім прорізу для вставляння монет, що призведе до розбиття скарбнички молотком або іншими способами, щоби добратися до грошей всередині. Зазвичай скарбнички бувають у вигляді коробочки, фігурки тварини, тощо — найчастіше з вузькою щілиною, в яку опускаються монети (може бути і у вигляді вази, куди просто зверху кладуть гроші). Залежно від наявності отвору для виймання грошей, скарбнички можуть бути одноразового і багаторазового використання. Одна з найпоширеніших форм скарбнички — свиня.
Скарбничку часто можна придбати в магазині сувенірів.
Як скарбнички, часом використовуються підхожі для цього ємності (наприклад, у радянські часи в Україні, 10-копійчані монети збирали у пляшки з-під шампанського, адже їх до пунктів приймання склотари не брали).

## Історія
Скарбнички тісно пов'язані з історією грошей та приватних заощаджень. Вони мають соціальне та культурно-історичне значення, особливо для того часу, коли ще не було можливості зберігати кошти на рахунках у банку.

### Греки та римляни
Одна з найдавніших ощадних скарбничок датується II сторіччям до н. е. і була знайдена у Прієні (середня Іонія на теренах сучасної Туреччини) під час розкопок житлового будинку. Її зроблено на зразок грецького храму скарбів і вона має проріз для монет у фронтоні храму. Таку скарбницю називали «тезаврос» (грец. θησαυρός). Це слово було прийняте в романських мовах (thesaurus) і пізніше використовувалося для позначення або скрині зі скарбами, або скарбу взагалі.
Кількість знахідок видів скарбничок часів Римської імперії надзвичайно велика. Поширений для римлян вид було виготовлено із випаленої глини і він мав грушоподібну форму як найпростішу, що виходить на гончарному кругу.

### Середньовіччя та ранній Новий час
З середньовіччя, зокрема, збереглися залізні, підвісні скарбнички. Однак глина та інші види кераміки все ще, в основному, використовувались як загальноприйняті матеріали. Форми тварин також все частіше зустрічаються як скарбнички.
Скарбничка особливо відома і розповсюджена донині. Свиня ще з давніх часів була оберегом удачі та символом родючості, корисності та ощадливості. З одного боку, це було пов'язано з великою кількістю поросят; з іншого боку, свиней відгодовували, вигодовуючи їм залишки їжі або надлишки чи швидкопсувні відходи врожаю з літа. Таким чином тварини забезпечували надходження білка та жиру взимку.
Застережна білка, золотий осел, щасливе сонечко, мудрий слон, курка яка сидить на гнізді, та багато інших видів тварин також використовувались у різних країнах та культурах як скарбнички. Вигляд скарбнички, найбільш поширений ще з давніх часів, був вуликом як символом зайнятості, невтомності збирання нектару бджолами.

### Бароко
У часи бароко ми вперше знаходимо скарбнички як вартісні предмети високої художньої цінності, наприклад виготовлені з найкращої порцеляни. Також особливо видатними, є роботи віденських срібників срібного періоду. Поширеною формою був, зокрема, келих з ручкою зі срібла, пізніше у більших кількостях — з посрібленого металу.

### Сучасні скарбнички
В Україні сучасні скарбнички виготовляються з дерева у вигляді хаток, вантажівок, млинів (Гуцульщина) та випаленої глини, наприклад у вигляді козака тощо.
Особливо в США, але також в Англії та Німеччині, у ХІХ-ХХ сторіччях було розроблено велику кількість механічних скарбничок (а в деяких випадках і запатентовано), в яких механізм забирання грошей, приводиться до дії шляхом вставляння монети або натискання кнопки. Англо-американські механічні скарбнички в основному виготовлялися з чавуну, тоді як німецькі — переважно з літографованого листового металу. Завдяки іграшковому характеру скарбнички як предмета, ними також зацікавилась іграшкова промисловість і скарбнички стали побічним продуктом у товарному переліку відомих виробників іграшок.

## Свиня-скарбничка як ознака ощадливості
У деяких країнах, насамперед в Німеччині, свиня-скарбничка є символом добробуту, що виникло завдяки економії, ощадності і потягу до накопичення. Зображення свині-скарбнички постійно використовується в рекламі (для банків, ощадних програм, а також щоби підкреслити зниження цін на товари або послуги), сталим виразом в німецькій мові є «свиняче щастя» (нім. Schweineglück або Schwein gehabt), що має позитивний характер. Найдавніша скарбничка, знайдена в Німеччині, походить з Тюрингії і стосується ХІІІ сторіччя.